# Agrilus nigrocinctus
Agrilus nigrocinctus es una especie de insecto del género Agrilus, familia Buprestidae, orden Coleoptera.
Fue descrita científicamente por Saunders, en 1874.